# Stanislava Grégrová
Stanislava Grégrová, coniugata Dimitrivová (Brno, 26 agosto 1947), è un'ex cestista cecoslovacca.

## Carriera
Con la Cecoslovacchia ha disputato i Campionati mondiali del 1971 e i Campionati europei del 1972.